# Alessandro V (antipapa)
Alessandro V, nato Pietro Filargo e detto anche Pietro De Candia (Neapoli, 1339 – Bologna, 3 maggio 1410), è stato un cardinale e arcivescovo cattolico italiano, eletto papa il 26 giugno 1409 dal concilio di Pisa e successivamente considerato un antipapa.
Per secoli, e fino al 1947, Alessandro fu considerato papa a tutti gli effetti, come dimostrato dal fatto che il successivo papa che scelse lo stesso nome pontificale fu numerato Alessandro VI, e dal fatto che anch'egli figura tra i papi ritratti nei mosaici nella basilica di San Paolo fuori le mura, assieme a quello di colui cui si oppose, Gregorio XII (il cui pontificato quindi, secondo tale ricostruzione, veniva fatto terminare con la sua deposizione da parte del concilio di Pisa nel 1409, e non con la sua rinuncia dinnanzi al concilio di Costanza nel 1415), e a quello di Martino V.

## Biografia

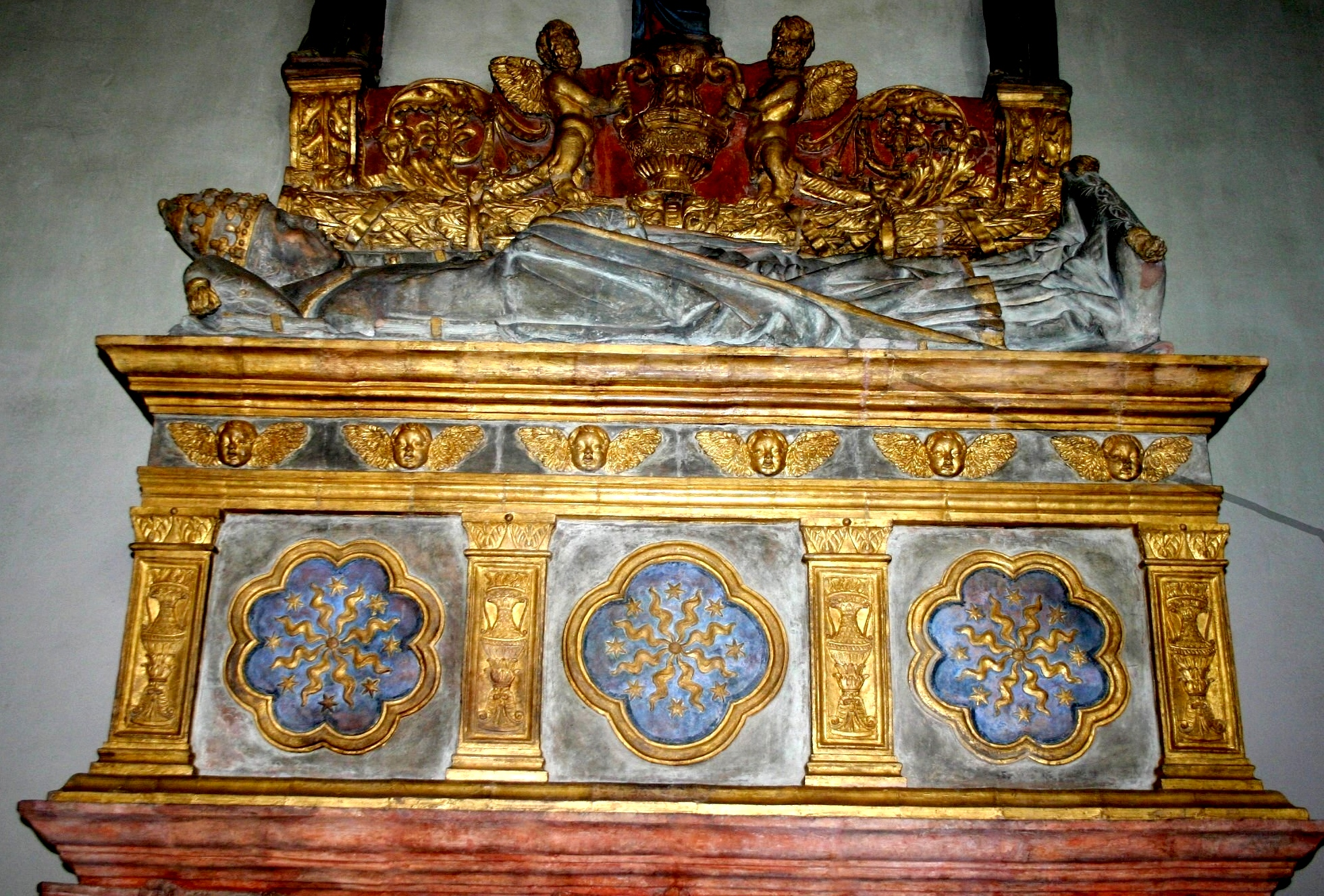
Monumento sepolcrale del Cardinal Pietro Filargo (Antipapa Alessandro V) nella Basilica di San Francesco a Bologna

Si ritiene comunemente che Pietro Filargo sia nato a Neapoli di Creta, da genitori di ascendenza ignota, se greca o italiana: si ricordi che l'isola era allora dominio veneziano con il nome di Regno di Candia.
Secondo altre fonti sarebbe nato non a "Candia" come Creta, bensì a Candia Lomellina: il suo stemma e un'antica epigrafe dipinta nell'atrio della sacrestia della Basilica di San Giulio di Orta lo collegano alla famiglia dei Conti signori di Crusinallo. Per questa alternativa propendevano anche le ricostruzioni di Goffredo Casalis e di Francesco Bianchini.
Ancora giovane, entrò nell'Ordine francescano. Le sue doti intellettuali erano tali che venne mandato a studiare nelle università di Oxford e di Parigi. Mentre si trovava a Parigi si verificò lo Scisma d'Occidente (1378 - 1417). Filargo era un sostenitore di papa Urbano VI; si stabilì in Lombardia, dove, grazie al favore di Gian Galeazzo Visconti, il Duca di Milano, divenne vescovo: prima di Piacenza (1386), quindi di Brescia (1387), in seguito di Vicenza (23 gennaio 1388), poi ancora di Novara (1389), e infine arcivescovo di Milano (1402); e, sempre tramite il favore di Gian Galeazzo, divenne professore di teologia presso l'università di Pavia dal 1380 al 1391.
Dopo la nomina a cardinale da parte di papa Innocenzo VII, nel 1405, dedicò tutte le sue energie alla riunificazione della Chiesa, nonostante i due Papi rivali. Fu uno dei promotori del concilio di Pisa e la sua politica incorse nella riprovazione di Gregorio XII, che tolse a Filargo sia la dignità di arcivescovo che quella di cardinale.
Al concilio di Pisa (dal 25 marzo 1409) i cardinali riuniti lo scelsero come nuovo papa il 26 giugno 1409, considerando decaduti i suoi due rivali: Gregorio XII e Benedetto XIII. Scelse il nome di Alessandro V. Venne incoronato il 7 luglio 1409, diventando però nei fatti solo un terzo pontefice rivale.
Durante i dieci mesi del suo regno, il suo scopo fu di ampliare il suo riconoscimento con l'aiuto della Francia, in particolare del duca Luigi II d'Angiò, al quale conferì l'investitura del Regno di Sicilia, che aveva tolto a Ladislao di Napoli. Alessandro proclamò e promise, più che effettuare, un certo numero di riforme, tra cui l'abbandono dei diritti di "indulgenza" e il ristabilimento del sistema di elezione canonica nelle cattedrali e nei monasteri principali. Egli concesse inoltre con munificenza i favori papali, di cui beneficiarono in modo particolare gli ordini mendicanti.
La morte lo colse all'improvviso, mentre si trovava a Bologna con il cardinale Baldassare Cossa, nella notte tra il 3 e il 4 maggio 1410. I suoi resti vennero posti nella Basilica di San Francesco. Il Cossa, che gli successe come Giovanni XXIII, fu inizialmente accusato di averlo fatto avvelenare, ma tale accusa apparirebbe, dalle fonti, priva di fondamento.
Nel 1893 papa Leone XIII elargì un rilevante contributo per il restauro della tomba di Alessandro, evidentemente considerandolo un suo legittimo predecessore.